# Living in F E A R
Singles de Marillion
The New Kings
(2016)
Living in F E A R est le deuxième single du dix-huitième album Fuck Everyone and Run (F E A R) du groupe de néo-progressif britannique Marillion.

## Liste des titres
| 1. | Living in F E A R (Radio Edit) | 3:53 |

| 1. | Living in F E A R (Live Edit)           | 4:07  |
| 2. | The Leavers Live (One Tonight)          | 4:28  |
| 3. | Neverland (from "Size Matters")         | 10:12 |
| 4. | Dry Land (from "Holidays in Eden Live") | 4:46  |